# Quinn O’Hara
Quinn O’Hara, született Alice Jones (Edinburgh, Skócia, 1941. január 3. – Los Angeles, Kalifornia, 2017. május 5.) skóciai születésű amerikai színésznő.

## Filmjei

### Mozifilmek
- Szerencsétlen flótás (The Errand Boy) (1961)
- The Ghost in the Invisible Bikini (1966)
- Cry of the Banshee (1970)
- Rubia's Jungle (1970)
- Foursome (1971)
- The Teacher (1974)

### Tv-filmek
- In the Year 2889 (1967)
- The Trouble with Women (1970)

### Tv-sorozatok
- Burke's Law (1964–1965, négy epizódban)
- Run for Your Life (1965, egy epizódban)
- Az angyal (The Saint) (1966, egy epizódban)
- San Francisco utcáin (The Streets of San Francisco) (1975, egy epizódban)
- Trapper John, M.D. (1979–1986, hét epizódban)
- T.J. Hooker (1986, egy epizódban)
- Dallas (1986–1991, hét epizódban)
- Matlock (1989, 1993, két epizódban)
- Baywatch (1989, 1996, két epizódban)
- Acapulco akciócsoport (Acapulco H.E.A.T.) (1994, egy epizódban)
- Halálbiztos diagnózis (Diagnosis Murder) (1996, egy epizódban)
- New York rendőrei (NYPD Blue) (1998, egy epizódban)
- Las Vegas (2005, egy epizódban)